# Ben-Luca Moritz
Ben-Luca Moritz (* 12. April 2000 in Zwickau) ist ein deutscher Fußballspieler.

## Karriere
Nach seinen Anfängen in der Jugend vom FSV Zwickau, Chemnitzer FC und TSV 1860 München wechselte er im November 2017 in der Jugendabteilung des FC Rot-Weiß Erfurt. Dort kam er auch zu seinem ersten Einsatz im Profibereich in der 3. Liga, als er am 15. April 2018, dem 34. Spieltag, bei der 0:1-Auswärtsniederlage gegen die Sportfreunde Lotte in der Startformation stand. Im Sommer 2019 wechselte er zum Regionalligisten ZFC Meuselwitz. Nach drei Spielzeiten kehrte er im Sommer 2022 zum FC Rot-Weiß Erfurt zurück.